# Esplantas
Esplantas est une ancienne commune française située dans le département de la Haute-Loire en région Auvergne-Rhône-Alpes, devenue, le 1er janvier 2016 le chef-lieu de la commune nouvelle d'Esplantas-Vazeilles.

## Géographie

### Situation
Esplantas est un village de moyenne montagne, situé au sud-ouest du département de la Haute-Loire, à 6 km au sud de Saugues et à 30 km au sud-ouest du Puy-en-Velay.

## Histoire
Jusqu'à la Révolution, le village d'Esplantas est situé dans la province du Gévaudan, avant d'être intégré au département de la Haute-Loire lors de la création de celui-ci en 1790.
Le 1er janvier 2016, Esplantas fusionne avec la commune voisine de Vazeilles-près-Saugues pour former la commune nouvelle d'Esplantas-Vazeilles.

## Politique et administration

### Administration municipale
Jusqu'au 31 décembre 2015, le conseil municipal était composé de sept membres, qui, depuis la fusion avec Vazeilles-près-Saugues, font partie du conseil municipal de la commune nouvelle.

### Liste des maires
| Période                                  | Période          | Identité        | Étiquette | Qualité |
| ---------------------------------------- | ---------------- | --------------- | --------- | ------- |
| Les données manquantes sont à compléter. |                  |                 |           |         |
| mars 2001                                | décembre 2007    | Maurice Chapuis | DVD       |         |
| mars 2008                                | mars 2014        | Daniel Carlet   |           |         |
| mars 2014                                | 31 décembre 2015 | Thierry Astruc  |           |         |

## Population et société

### Démographie
L'évolution du nombre d'habitants est connue à travers les recensements de la population effectués dans la commune depuis 1793. À partir du 1er janvier 2009, les populations légales des communes sont publiées annuellement dans le cadre d'un recensement qui repose désormais sur une collecte d'information annuelle, concernant successivement tous les territoires communaux au cours d'une période de cinq ans. 
Pour les communes de moins de 10 000 habitants, une enquête de recensement portant sur toute la population est réalisée tous les cinq ans, les populations légales des années intermédiaires étant quant à elles estimées par interpolation ou extrapolation. Pour la commune, le premier recensement exhaustif entrant dans le cadre du nouveau dispositif a été réalisé en 2005,.
En 2013, la commune comptait 98 habitants, en évolution de −3,92 % par rapport à 2008 (Haute-Loire : +5,12 %, France hors Mayotte : +2,49 %).
| 1793 | 1800 | 1806 | 1821 | 1831 | 1836 | 1841 | 1846 | 1851 |
| ---- | ---- | ---- | ---- | ---- | ---- | ---- | ---- | ---- |
| 106  | 119  | 135  | 159  | 221  | 266  | 300  | 281  | 300  |

| 1856 | 1861 | 1866 | 1872 | 1876 | 1881 | 1886 | 1891 | 1896 |
| ---- | ---- | ---- | ---- | ---- | ---- | ---- | ---- | ---- |
| 297  | 299  | 300  | 359  | 329  | 366  | 343  | 356  | 345  |

| 1901 | 1906 | 1911 | 1921 | 1926 | 1931 | 1936 | 1946 | 1954 |
| ---- | ---- | ---- | ---- | ---- | ---- | ---- | ---- | ---- |
| 334  | 348  | 359  | 306  | 292  | 284  | 292  | 227  | 202  |

| 1962 | 1968 | 1975 | 1982 | 1990 | 1999 | 2005 | 2010 | 2013 |
| ---- | ---- | ---- | ---- | ---- | ---- | ---- | ---- | ---- |
| 194  | 192  | 159  | 119  | 99   | 95   | 99   | 101  | 98   |

## Culture locale et patrimoine

### Lieux et monuments
- Le château fort, inscrit au titre des monuments historiques par arrêté du 14 juin 2002[7]. Il est ouvert à la visite.
- L'église paroissiale remonte au XIVe siècle.
- La croix de Biasse.

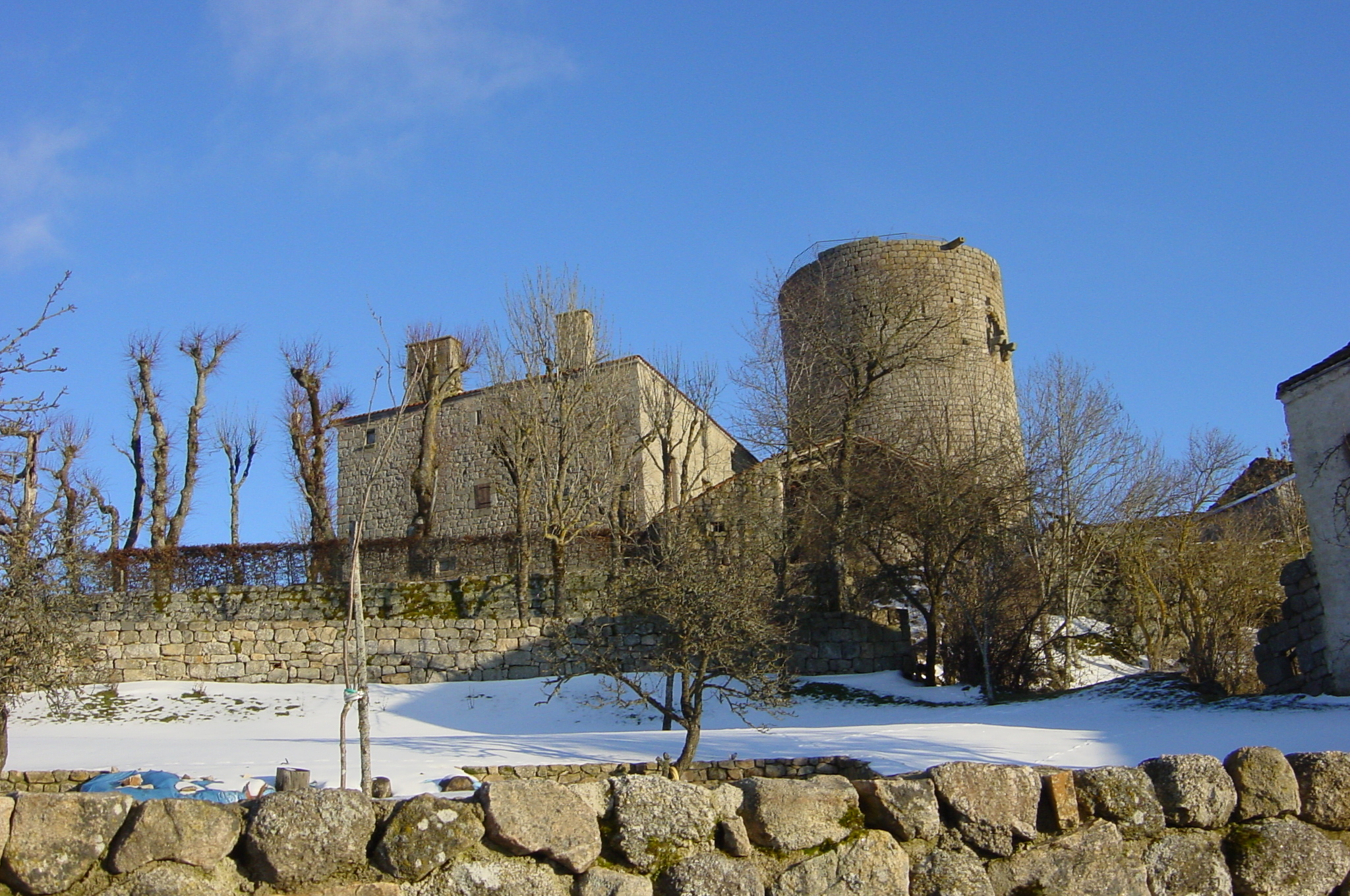
Le château fort d'Esplantas.